# 斯托姆山
31°26′51″S 26°43′3″E / 31.44750°S 26.71750°E

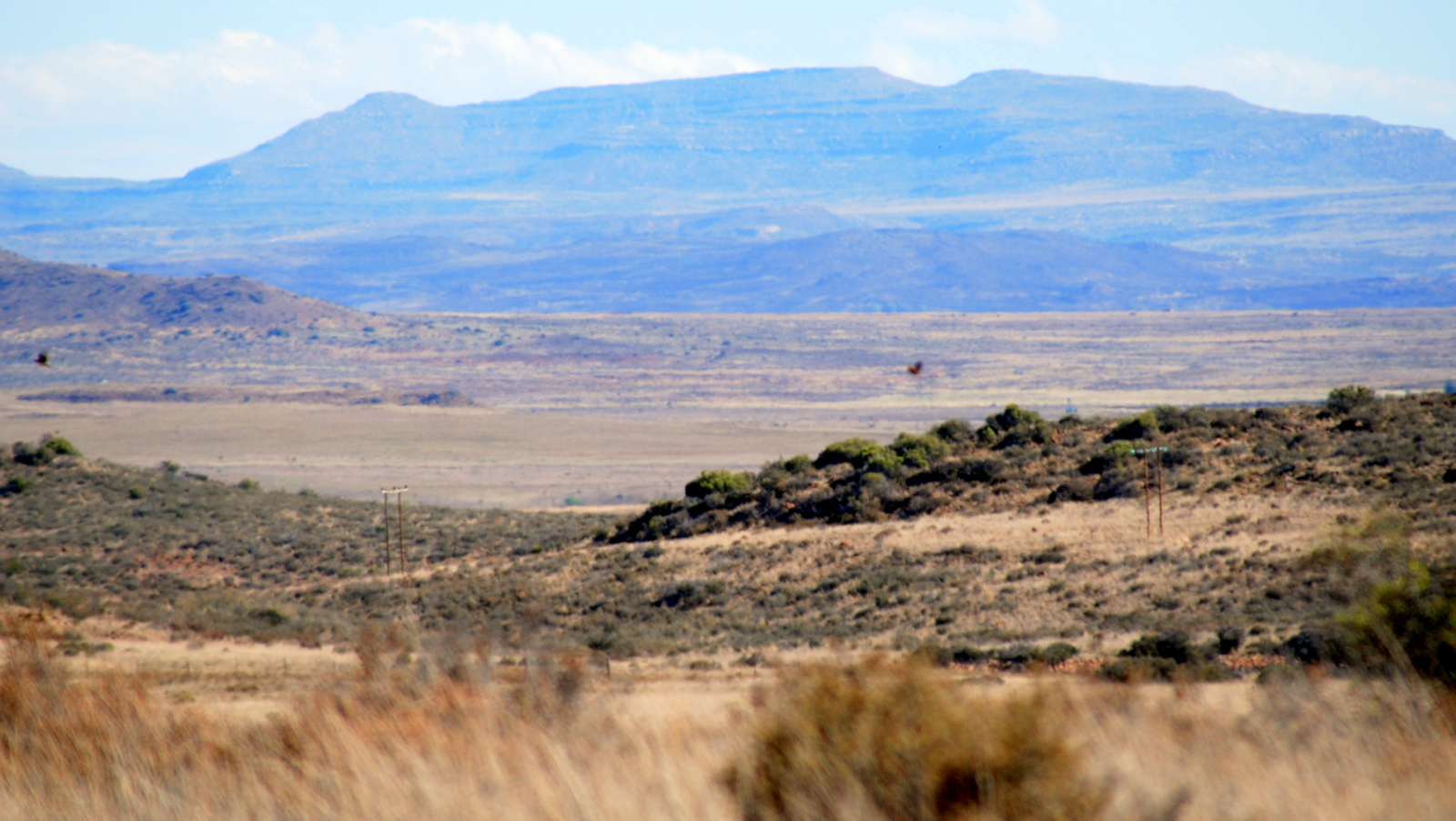

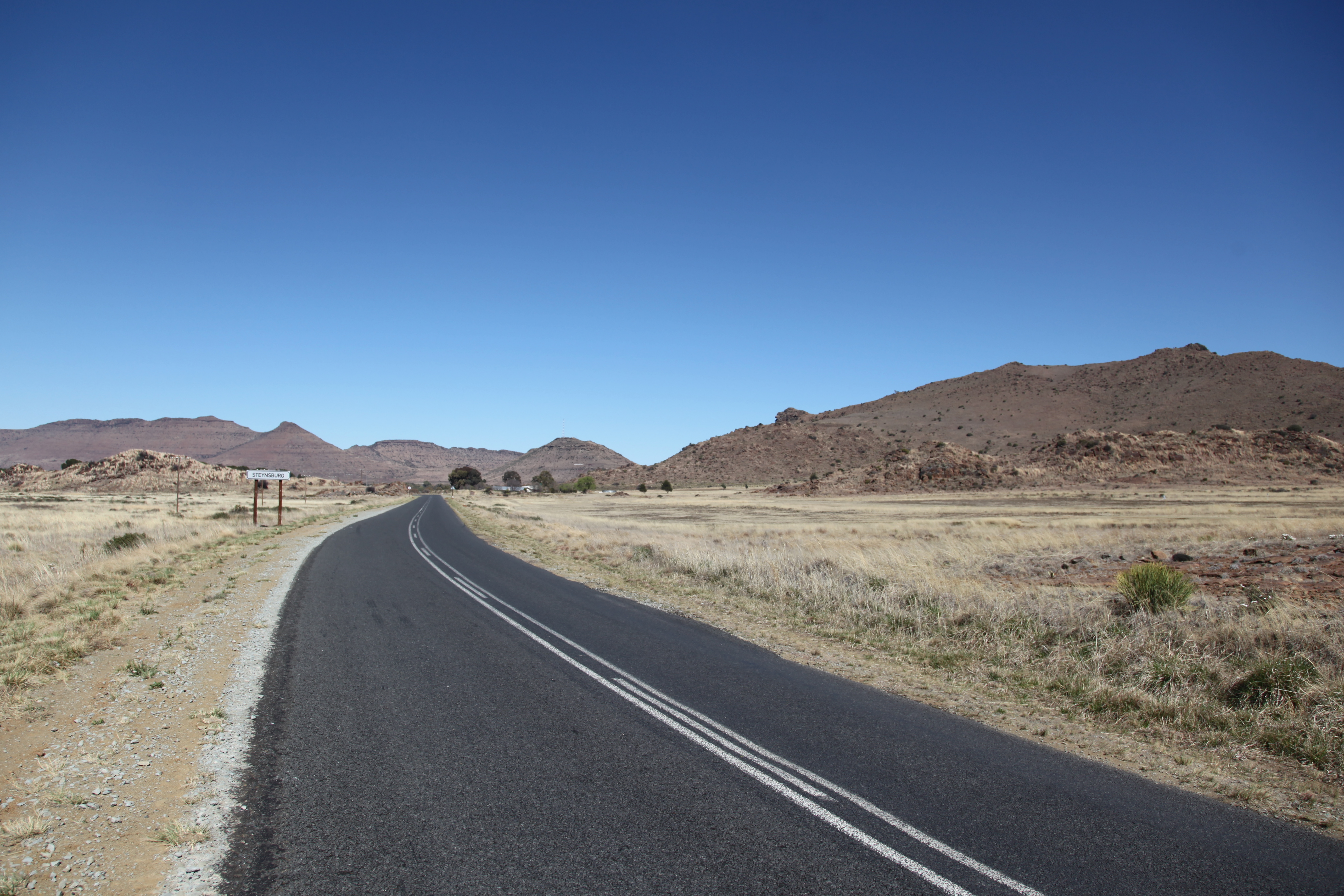

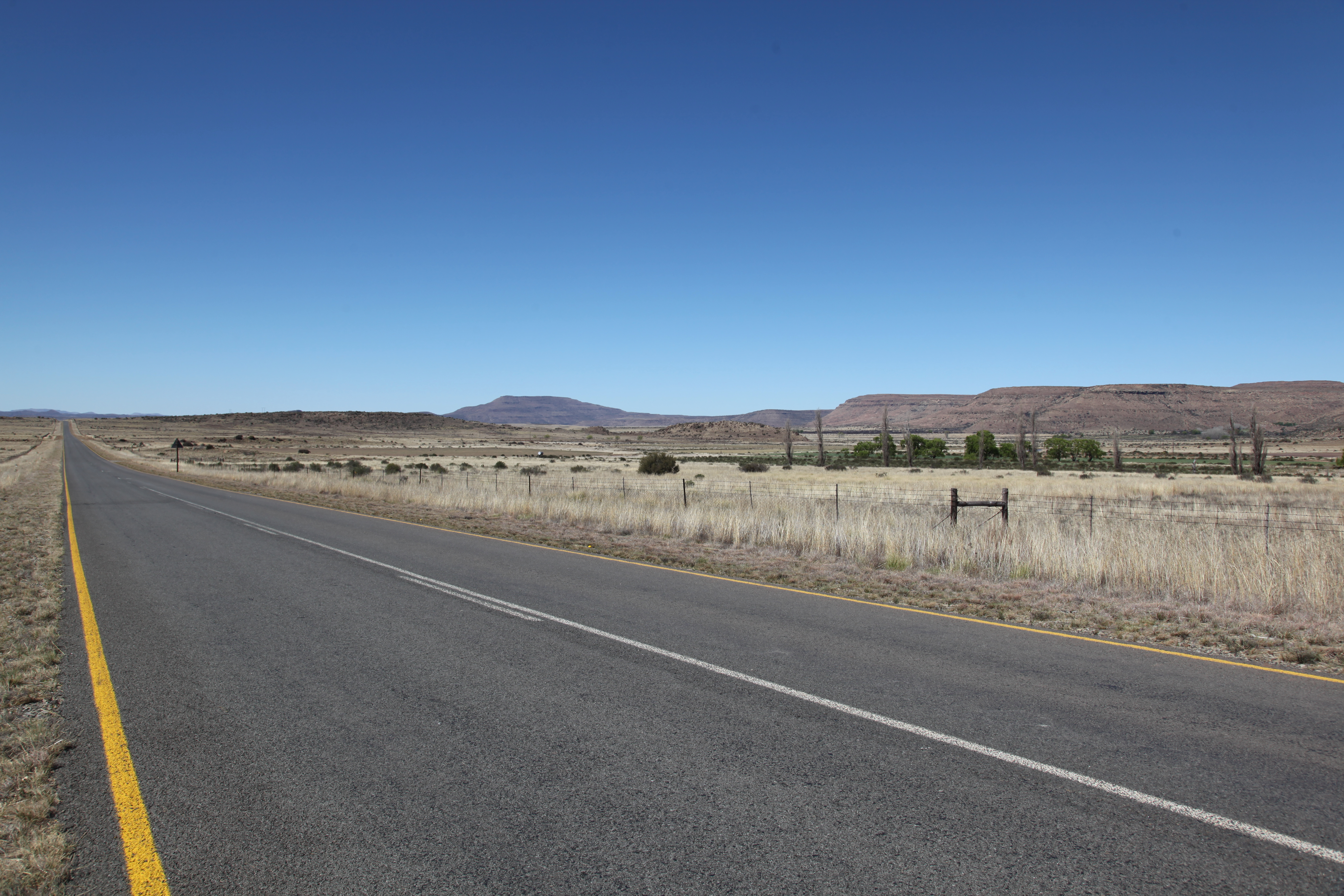

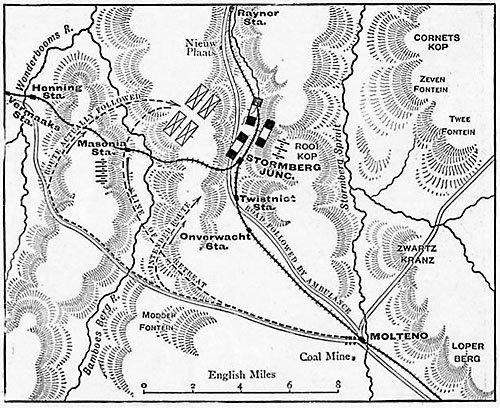

斯托姆山是南非的山脈，位於該國東南部東開普省，處於首都比勒陀利亞以南600公里，最高點海拔高度1,916米，每年平均降雨量747毫米。